# Yuki Bhambri
Yuki Bhambri (ur. 4 lipca 1992 w Nowe Delhi) – hinduski tenisista, reprezentant w Pucharze Davisa, mistrz juniorskiego Australian Open 2009 w singlu.

## Kariera tenisowa
Występując jeszcze jako junior, Bhambri zwyciężył w styczniu 2009 roku w Australian Open w grze pojedynczej. W pojedynku finałowym rozstawiony z nr 1. Bhambri pokonał Niemca Alexandrosa-Ferdinandosa Georgoudasa 6:3, 6:1.
W sierpniu 2010 roku Bhambri zdobył srebrny medal podczas igrzysk olimpijskich młodzieży w Singapurze. W finale przegrał z Kolumbijczykiem Juanem Sebastiánem Gómezem.
Bhambri we wrześniu 2014 roku wygrał dwa brązowe medale podczas igrzysk azjatyckich w Inczonie, w konkurencjach gry pojedynczej i podwójnej.
Jako zawodowy tenisista triumfował w 7 turniejach rangi ATP Challenger Tour w singlu. W cyklu ATP Tour zwyciężył w 4 turniejach gry podwójnej z 7 rozegranych finałów.
W połowie września 2009 roku zadebiutował w reprezentacji Indii w Pucharze Davisa w rundzie przeciwko RPA. W swoim meczu pokonał 3:6, 6:3, 6:4 Izaka van der Merwe.
16 kwietnia 2018 roku osiągnął najwyższą pozycję rankingową w klasyfikacji singlistów – nr 83., natomiast 17 marca 2025 zanotował najwyższe miejsce w rankingu deblowym – 37. miejsce.

### Finały w turniejach ATP Tour
| Legenda                                      |
| -------------------------------------------- |
| Wielki Szlem                                 |
| Igrzyska olimpijskie                         |
| Tennis Masters Cup / ATP Finals              |
| ATP Masters Series / ATP Tour Masters 1000   |
| ATP International Series Gold / ATP Tour 500 |
| ATP International Series / ATP Tour 250      |

#### Gra podwójna (4–3)
| Końcowy wynik | Nr | Data                 | Turniej     | Nawierzchnia  | Partner         | Przeciwnicy                      | Wynik finału       |
| ------------- | -- | -------------------- | ----------- | ------------- | --------------- | -------------------------------- | ------------------ |
| Zwycięzca     | 1. | 1 lipca 2023         | Santa Ponça | Trawiasta     | Lloyd Harris    | Robin Haase Philipp Oswald       | 6:3, 6:4           |
| Finalista     | 1. | 22 października 2023 | Sztokholm   | Twarda (hala) | Julian Cash     | Andriej Gołubiew Denys Mołczanow | 6:7(8), 2:6        |
| Zwycięzca     | 2. | 21 kwietnia 2024     | Monachium   | Ceglana       | Albano Olivetti | Andreas Mies Jan-Lennard Struff  | 7:6(6), 7:6(5)     |
| Finalista     | 2. | 25 maja 2024         | Lyon        | Ceglana       | Albano Olivetti | Harri Heliövaara Henry Patten    | 6:3, 6:7(4), 8–10  |
| Zwycięzca     | 3. | 21 lipca 2024        | Gstaad      | Ceglana       | Albano Olivetti | Ugo Humbert Fabrice Martin       | 3:6, 6:3, 10–6     |
| Finalista     | 3. | 24 września 2024     | Chengdu     | Twarda        | Albano Olivetti | Sadio Doumbia Fabien Reboul      | 4:6, 6:4, 4–10     |
| Zwycięzca     | 4. | 1 marca 2025         | Dubaj       | Twarda        | Alexei Popyrin  | Harri Heliövaara Henry Patten    | 3:6, 7:6(12), 10–8 |

### Zwycięstwa w turniejach ATP Challenger Tour w grze pojedynczej
| Końcowy wynik | Nr | Data | Turniej   | Nawierzchnia    | Przeciwnik            | Wynik finału      |
| ------------- | -- | ---- | --------- | --------------- | --------------------- | ----------------- |
| Zwycięzca     | 1. | 2012 | Fergana   | Twarda          | Amir Weintraub        | 6:3, 6:3          |
| Zwycięzca     | 2. | 2013 | Traralgon | Twarda          | Bradley Klahn         | 6:7(13), 6:3, 6:4 |
| Zwycięzca     | 3. | 2014 | Ćennaj    | Twarda          | Aleksander Kudriawcew | 4:6, 6:3, 7:5     |
| Zwycięzca     | 4. | 2015 | Szanghaj  | Twarda          | Wu Di                 | 3:6, 6:0, 7:6(3)  |
| Zwycięzca     | 5. | 2015 | Pune      | Twarda          | Jewgienij Donskoj     | 6:2, 7:6(4)       |
| Zwycięzca     | 6. | 2017 | Pune      | Twarda          | Ramkumar Ramanathan   | 4:6, 6:3, 6:4     |
| Zwycięzca     | 7. | 2018 | Tajpej    | Dywanowa (hala) | Ramkumar Ramanathan   | 6:3, 6:4          |